# Jágónak
Jágónak (německy Jagenak) je malá vesnička v Maďarsku v župě Tolna, spadající pod okres Dombóvár. Nachází se těsně u trojmezí žup Somogy, Baranya a Tolna, asi 7 km jihozápadně od Dombóváru. V roce 2015 zde žilo 259 obyvatel. Dle údajů z roku 2011 tvoří 84,9 % obyvatelstva Maďaři, 3,8 % Němci, 1,3 % Romové a 0,4 % Rumuni.
Sousedními vesnicemi jsou Kaposszekcső, Kercseliget a Meződ.